# Psychotria bertieroides
Psychotria bertieroides är en måreväxtart som beskrevs av Herbert Fuller Wernham. Psychotria bertieroides ingår i släktet Psychotria och familjen måreväxter. Inga underarter finns listade i Catalogue of Life.